# Anthrenus semenovi
Anthrenus semenovi es una especie de escarabajo de piel del género Anthrenus, categorizada en la tribu Anthrenini, de la subfamilia Megatominae. Mide aproximadamente 2-2,8 mm de longitud.

## Distribución
Se distribuye por Asia: Tayikistán.

## Taxonomía
Fue descrita por Zhantiev en 1976.